# 이화여자대학교 디자인대학원
이화여자대학교 디자인대학원(梨花女子大學校 디자인大學院, Ewha Womans University Graduate School of Design)은 1982년 설립된 이화여자대학교의 부속 특수대학원이다.

## 연혁
- 1981년 11월 25일: 이화여자대학교 산업미술대학원 설립
- 1982년 3월 1일: 개원
- 1995년 3월 1일: 이화여자대학교 디자인대학원으로 원명 변경

## 교육편제
다음은 2019년 기준, 이화여자대학교 디자인대학원의 석사 학위 과정 일람이다.
- 패션디자인
- 광고·브랜드디자인
- 공간·조명디자인
- User Experience디자인
- 디자인매니지먼트
- 서비스디자인
- 크래프트디자인
- 컬러디자인 테크놀로지